# Noëmie Honiat
Noëmie Honiat, parfois écrit Noémie Honiat, née le 6 février 1989 à Versailles, est une cheffe pâtissière française.
Après avoir été championne de France Junior de dessert en 2011, elle est finaliste à 24 ans de la saison 5 de Top Chef, diffusée sur M6 en 2014. Elle était précédemment arrivée en cinquième place de la saison 3 de Top Chef en 2012, alors qu'elle avait 22 ans.

## Biographie

### Jeunesse, formation et débuts
Fille d'un père informaticien et d'une mère comptable, Noëmie Honiat grandit en région parisienne puis près de Toulouse. Elle se passionne pour la cuisine à l'adolescence, lorsqu'elle est en classe de quatrième. Elle intègre le lycée hôtelier Paul-Augier à Nice. Lors de son premier stage à Théoule-sur-Mer, en 2006, le chef Vincent Lemercier éveille son intérêt pour la pâtisserie. Elle décroche un Bac techno Hôtellerie puis un BTS option B (Arts Culinaires et service de la Table), mention complémentaire Cuisinier en dessert de restaurant. Elle effectue ses stages puis ses débuts dans des établissements réputés, à l'Hôtel du Cap-Eden-Roc à Antibes, au Grand Hôtel de Saint-Jean-Cap-Ferrat, l’Hôtel Mariott de Monaco, au Majestic, l'Hilton ou la station Isola et réalise des prestations de chef privé.

### Participations à des concours dont Top Chef
Elle remporte plusieurs concours : Jeune talent de la gastronomie en cuisine en 2010, championne de France Junior de dessert en 2011 (avec le dessert « Éclosion exotique en guise de gourmandise ») et, plus tard, championne de Belgique de pâtisserie en 2013 et finaliste régionale du championnat de France de dessert en 2014.
À l'automne 2011, elle participe à l'enregistrement de la saison 3 de Top Chef et termine à la cinquième place. Le concours est diffusé du 30 janvier 2012 au 9 avril 2012 sur M6. En 2012, Noëmie Honiat est recrutée comme cheffe pâtissière chez le chocolatier Jean-Philippe Darcis à Verviers, en Belgique. Avec Darcis, elle publie le livre de recettes Duo de choc-olat en 2013.
À l'automne 2012, Noëmie Honiat participe de nouveau à l'enregistrement de Top Chef, mais cette-fois-ci en tant que jurée de l'épreuve de la Guerre des restos de la saison 4. Elle y rencontre le candidat Quentin Bourdy, qui devient son compagnon. À l'été 2013, elle fait partie, avec Quentin Bourdy, des dix anciens candidats en lutte pour participer à la saison 5 de Top Chef. Elle parvient à arracher une des quatre places réservées aux anciens candidats. Elle poursuit le concours jusqu'à la finale où elle finit à la troisième place. Le concours est diffusé en 2014 et pendant la diffusion, Noëmie Honiat et Quentin Bourdy publient leur livre Coup de foudre et coup de fourchette aux éditions Eyrolles.

### Carrière de cheffe et dans les médias
Par la suite, Noëmie Honiat s'installe avec Quentin Bourdy à Villefranche-de-Rouergue, où ils reprennent l'hôtel-restaurant de Jacques Bourdy (grand-père de Quentin) l'Univers,,. En 2015, ils obtiennent deux toques au Gault&Millau et sont distingués « Jeunes Talents », puis décrochent l'année suivante un Bib Gourmand au Guide Michelin.
Ils ouvrent en 2016 un second restaurant à Villefranche-de-Rouergue, le Jacques a dit, et le ferment au bout de deux ans, en décembre 2018, tentant de le vendre. En 2020, Quentin Bourdy met en vente l'hôtel-restaurant l'Univers, avec pour projet de rouvrir le restaurant Jacques a dit avec Noëmie Honiat,. Noëmie Honiat a également créé sa propre structure évènementielle d’organisation de mariage. Elle est également active sur les réseaux sociaux, surtout sur Instagram, partageant sa passion de la pâtisserie ainsi que des parenthèses de vie privée, notamment lors des confinements liés à la pandémie de Covid-19,.
En 2018, Noëmie Honiat apparaît en tant que jurée dans l'émission Le Meilleur Pâtissier et en 2019 elle est animatrice du programme Netflix C'est du gâteau! (Nailed It! France en anglais). À partir de 2023, elle est jurée de l'émission La Meilleure Boulangerie de France sur M6,. Toujours en 2023, la cheffe continue sa diversification en publiant un livre sur le cake design ; elle est par ailleurs ambassadrice de plusieurs marques françaises.

## Vie privée
Noëmie Honiat et Quentin Bourdy se sont mariés le 11 octobre 2014. Ensemble, ils ont un garçon, Zacharie, né en 2016, et une fille, Evie, née en 2017,.

## Publications
- Jean-Philippe Darcis et Noëmie Honiat, Duo de choc-olat : 30 recettes de pâtisserie au chocolat, Racines, 2013 (ISBN 978-2-87386-866-6 et 2-87386-866-X).
- Noëmie Honiat et Quentin Bourdy, Coup de foudre et coup de fourchette : Recettes pour les amoureux de la gastronomie, Eyrolles, 2014, 83 p. (ISBN 978-2-212-13979-2 et 2-212-13979-9, lire en ligne).